# Tamanco
Tamanco es una localidad peruana, capital de distrito de Emilio San Martín, provincia de Requena, al este del departamento de Loreto.

## Descripción
Tamanco es catalogada como una comunidad local, que funciona como escondite de bandas criminales por su lejanía con las grande urbes amazónicas, así mismo es sitio de tránsito para el comercio de animales salvajes, principalmente de Chelus fimbriata, Podocnemis unifilis y Podocnemis unifilis, para venderlos  en el mercado negro.